# کجا خودمان را گم کردیم
کجا خودمان را گم کردیم (به هندی: Kho Gaye Hum Kahan) و (به انگلیسی: Where Have We Lost Ourselves?) فیلمی هندی محصول سال ۲۰۲۳ و به کارگردانی آرجون وارین سینگ است. در این فیلم بازیگرانی همچون سیددانت چاتورودی، آنانیا پاندی، کالکی کوچلین، مالایکا آرورا و فرهان اختر ایفای نقش کرده‌اند.